# Chemnitzer Skatergemeinschaft

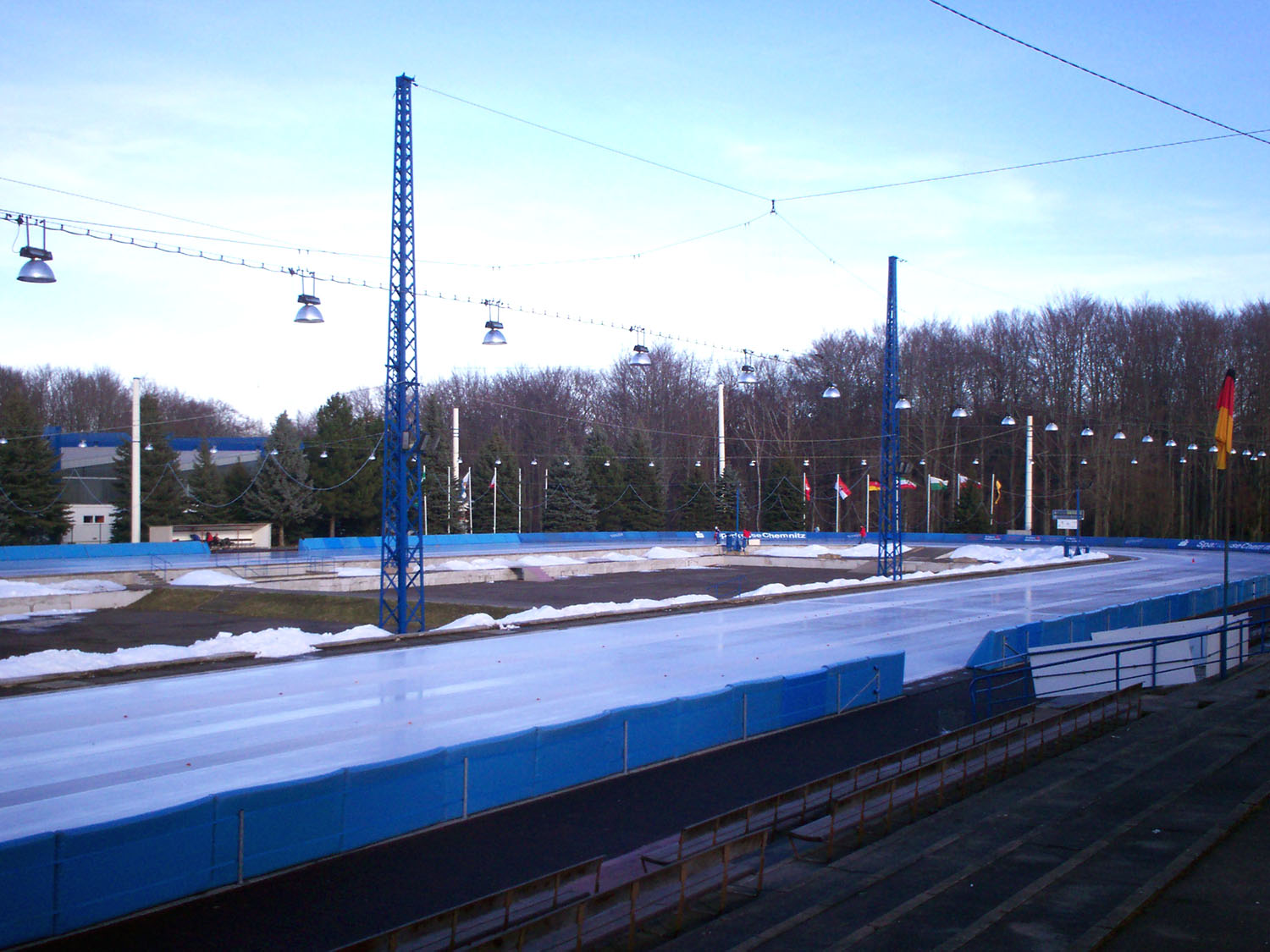
Eisschnelllaufbahn Chemnitz, Trainingsstätte der Chemnitzer SG

Die Chemnitzer Skater-Gemeinschaft e.V. (auch Chemnitzer Skatergemeinschaft, kurz Chemnitzer SG) ist ein Chemnitzer Sportverein mit Schwerpunkt Eisschnelllauf, welches auf leistungssportlichem Niveau betrieben wird. Eine weitere Abteilung ist das Inline-Speedskating. Der Verein wurde am 1. Juli 1993 als Nachfolger der Abteilung Eisschnelllauf des zum Jahresende Aufgelösten 1. TSV Limbach-Oberfrohna gegründet. Als Trainingsstätte dient die 1974 als Bestandteil des Eissportkomplex Küchwald errichtete 400 m-Freiluft-Kunsteisbahn, die Teil des Olympiastützpunkt Chemnitz/Dresden ist.
Ursprünglich war der Verein ein reiner Eisschnelllaufverein, 2009 wurde auch das Inlineskaten, vorrangig Speedskating, aufgenommen. Der Verein hat mehrere national und international erfolgreiche Eisschnellläufer hervorgebracht, darunter Nico Ihle, Denny Ihle und Alexej Baumgärtner (bis 2003).